# Callyspongia perforata
Callyspongia perforata är en svampdjursart som beskrevs av Gustavo Pulitzer-Finali 1993. Callyspongia perforata ingår i släktet Callyspongia och familjen Callyspongiidae. Inga underarter finns listade i Catalogue of Life.